# Echinosepala lappiformis
Echinosepala lappiformis là một loài thực vật có hoa trong họ Lan. Loài này được (A.H.Heller & L.O.Williams) Pridgeon & M.W.Chase mô tả khoa học đầu tiên năm 2002.